# De Zuiderzeebode
De Zuiderzeebode was een verzetsblad uit de Tweede Wereldoorlog, dat van 10 oktober 1944 tot en met 15 mei 1945 in Hoorn werd uitgegeven. Het blad verscheen wekelijks en vanaf 29 maart 1945 dagelijks in een oplage tussen de 120 en 1200 exemplaren. Het werd gestencild en de inhoud bestond voornamelijk uit nieuwsberichten.

## Betrokken personen
Het blad werd uitgegeven door J. Romeyn jr. en mej. A. Heinstman toen de elektriciteitsvoorziening te Hoorn werd gestaakt. Daarnaast waren bij dit blad betrokken P. Peetoom, dr. J. Romeyn sr., G.D. Scholten, E. Terpstra, mej. L. Groot, en mej.C. Heinstman